# Aloys Küchle
Aloys Küchle (* 4. Mai 1888 in Zimmern unter der Burg; † 6. August 1936 in Neu-Ulm) war ein deutscher Politiker (Zentrum).

## Leben
Küchle studierte klassische Philologie in Tübingen und München. In Tübingen wurde er Mitglied der katholischen Studentenverbindung KStV Alamannia Tübingen im KV. Nach dem Studium war er im Schuldienst tätig, zunächst als Oberpräzeptor und später als Studienrat in Geislingen-Altenstadt. Ab 1926 war er Studienrat in Ulm.
Küchle war von 1920 bis 1933 Mitglied des Landtags des freien Volksstaates Württemberg. 1920 wurde er für den Wahlkreis Württemberg XII: Göppingen-Geislingen gewählt und 1924, 1928 und 1932 im 6. Wahlverband Geislingen-Ulm-Blaubeuren-Heidenheim-Göppingen-Kirchheim. 1933 rückte er für Eugen Bolz nach. Er gehörte von 1924 bis 1933 dem Fraktionsvorstand des Zentrums an und war von 1928 bis 1933 dort Schriftführer.